# Agusalu

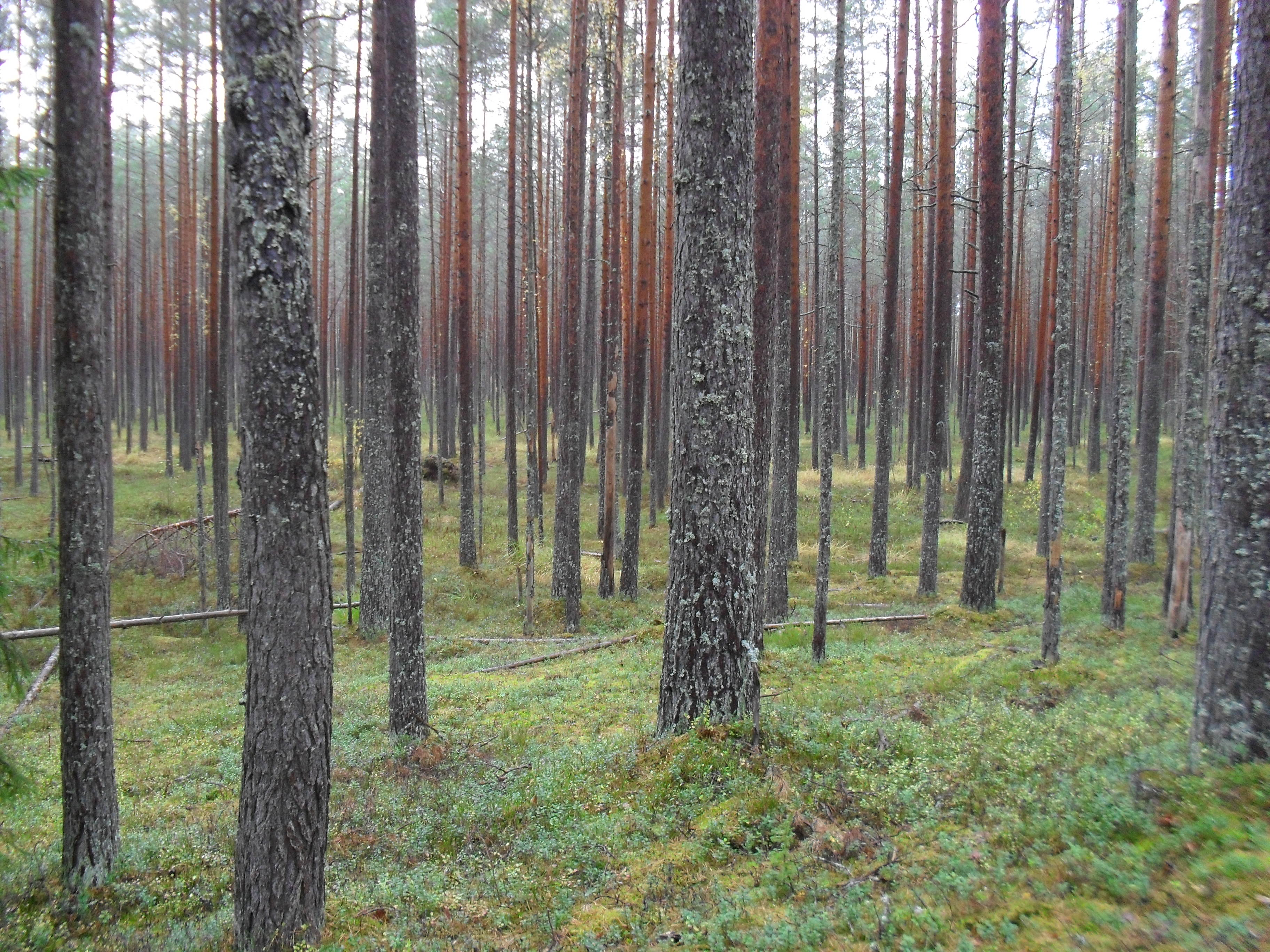
Het beboste landschap van het Agusalu looduskaitseala

Agusalu is een plaats in de Estlandse gemeente Alutaguse (Estisch: Alutaguse vald), provincie Ida-Virumaa. De plaats telt 11 inwoners (2021) en heeft de status van dorp (Estisch: küla). De oude Duitse naam was Aggusal.
De plaats werd in 1853 voor het eerst in een officieel document genoemd. In die jaren woonden er veel meer mensen dan nu. In 1859 had het dorp 190 inwoners.
Ten noorden en oosten van Agusalu ligt het natuurreservaat Puhatu looduskaitseala met een oppervlakte van 469 km², vernoemd naar de plaats Puhatu.
Ten zuiden van Agusalu ligt ook een natuurreservaat, het Agusalu looduskaitseala. Het is een veenlandschap met een oppervlakte van 110 km². Het gebied is vrijwel helemaal bebost en herbergt een aantal zeldzame vogelsoorten (zoals de groenpootruiter, de zeearend en de steenarend), naast de wolf, de Euraziatische lynx en de bruine beer.
Anderhalve kilometer ten oosten van Agusalu liggen twee meertjes: het Agusalu järv (6,3 ha) en het Väike Agusalu järv (‘Kleine Agusalumeer’, 4 ha).